# Costas Azariadis
Constantin Christos Azariadis, simplifié en Costas Azariadis (grec moderne : Κώστας Αζαριάδης), est un macroéconomiste né à Athènes, en Grèce le 17 février 1943. Il a travaillé sur de nombreux sujets, tels que les marchés du travail, les cycles économiques, ainsi que la croissance et le développement économiques. Azariadis est à l'origine de la théorie des contrats implicites.

## Éducation
Azariadis a étudié l'ingénierie à l'Université technique nationale d'Athènes avant d'obtenir son MBA et son doctorat en économie à Carnegie Mellon de 1969 à 1973. Sa thèse de doctorat à Carnegie Mellon a été dirigée par Edward C. Prescott et Robert Lucas. Sa thèse lui a valu le prix Alexander Henderson pour excellence en économie, un prix également remporté par les lauréats du prix Nobel Oliver Williamson, Dale T. Mortensen, Finn Kydland et Edward Prescott.

## Parcours académique
Il est professeur adjoint à Brown de 1973 à 1976, chercheur invité à l'Université hébraïque en 1977, puis à l'Université de Pennsylvanie de 1977 à 1992. Il est nommé professeur à l'UCLA en 1992. Le 1er juillet 2006, il est nommé professeur émérite Edward Mallinckrodt en arts et sciences au département d'économie de l'Université de Washington à Saint-Louis tout en conservant un poste à l'UCLA en tant que professeur émérite. La même année, il devient chercheur à la Federal Reserve Bank de St. Louis. Azariadis est élu membre de la Société économétrique en 1989.

## Contributions scientifiques

### Théorie des contrats implicites
Azariadis est à l'origine de la théorie des contrats implicites. Il prouve que les rigidités salariales peuvent représenter un mécanisme par lequel les entreprises assurent les travailleurs contre les risques, montrant ainsi que la rigidité salariale n'est pas nécessairement une preuve en faveur de la théorie keynésienne.
Plus tard, Azariadis démontre qu’il existe des manières de structurer l’incertitude qui impliquent que les salaires ne peuvent pas remplir leur rôle d’assurance des risques et produire simultanément le plein emploi. Ce résultat aide la théorie keynésienne en fournissant une explication microéconomique cohérente du chômage.

### Trappe à pauvreté
Azariadis a également formalisé l'idée de trappe à pauvreté. Il montre qu’il y aurait de multiples équilibres résultant d’externalités de seuil dans le modèle des générations qui se chevauchent, et que certains de ces équilibres sont associés à une pauvreté de longue durée. Cette idée novatrice présage la possibilité de l'existence de clubs de convergence.

### Prophéties auto-réalisatrices
Azariadis a contribué à clarifier le concept d'équilibre des taches solaires développé par David Cass et Karl Shell. Il l'a généralisé au nom de « prophéties auto-réalisatrices » qui consistent en un système de croyances cohérent avec l'équilibre des attentes rationnelles. Ce faisant, il démontre que des fluctuations peuvent apparaître de manière endogène dans un modèle d’équilibre néoclassique dans lequel les prix sont flexibles et les anticipations rationnelles.

## Publications majeures

### Articles
- Azariadis, C. 1975. Implicit contracts and underemployment equilibria. Journal of Political Economy, 83: 1183-1202
- Azariadis, C. 1976. On the Incidence of Unemployment, Review of Economic Studies (February): 115-125.
- Azariadis, C. 1981. A Re-examination of Natural Rate Theory, American Economic Review (December): 946-960.
- Azariadis, C. 1981. Self-Fulfilling Prophecies, Journal of Economic Theory, (December): 380-396.
- Azariadis, C. 1983. Employment With Asymmetric Information, Quarterly Journal of Economics (Supplement): 157-172.
- Azariadis, C. and R. Guesnerie, 1986. Sunspots and Cycles, Review of Economic Studies (October): 725-738.
- Azariadis, C. and A. Drazen, 1990. Threshold Externalities in Economic Development, Quarterly Journal of Economics (May 1990): 501-526.
- Azariadis, C. 1996. The Economics of Poverty Traps, Part One: Complete Markets, Journal of Economic Growth, (December): 449-486.
- Azariadis, C. and B. Smith. 1998. Financial Intermediation and Regime Switching in Business Cycles, American Economic Review, (June): 516-536.
- Azariadis, C. and L. Lambertini. 2003. Endogenous Debt Constraints in Lifecycle Economies, Review of Economic Studies: 461-488.
- Azariadis, C., J. Bullard, and L. Ohanian. 2004. Trend-Reverting Fluctuations in the Life-Cycle Model, Journal of Economic Theory: 334-356.

### Ouvrages
- Intertemporal Macroeconomics. Oxford: Blackwell Publishers, February 1993.

## Sources
- Durlauf, « An Interview with Costas Azariadis », Macroeconomic Dynamics, vol. 11, no 2,‎ 2007, p. 249–271 (DOI 10.1017/S1365100507050390, S2CID 153592986)